# Shepherd Gate Clock

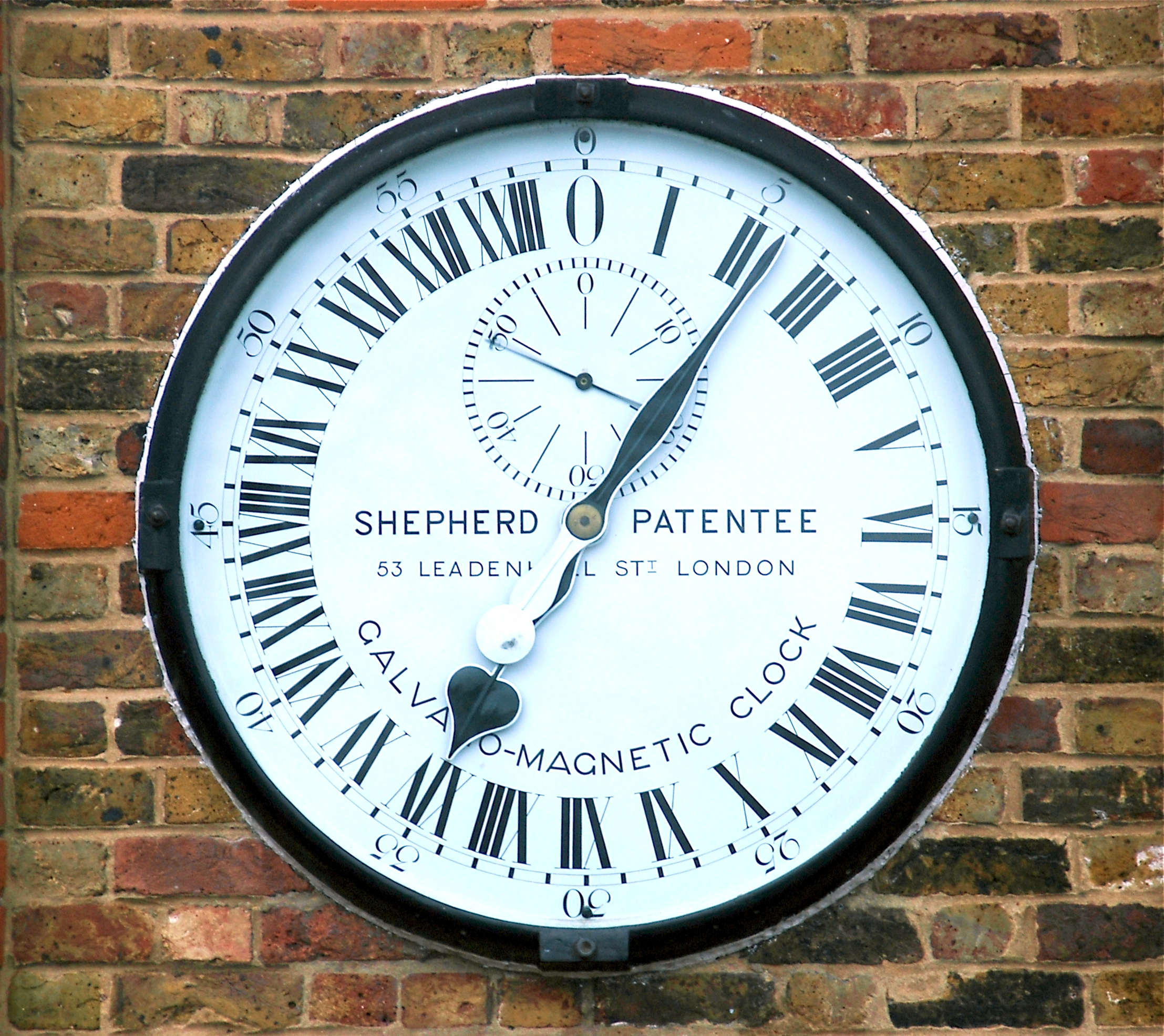
Shepherd Gate Clock at Royal Greenwich Observatory

Die Shepherd Gate Clock (51° 28′ 40,6″ N, 0° 0′ 5,1″ W) ist eine Uhr, die im rechten Torpfeiler des Eingangsportals des Royal Greenwich Observatory eingebaut ist. Zur Außenseite hin ist das Zifferblatt angebracht, während auf der Innenseite hinter einer Glasfront der Mechanismus zum Antrieb der Zeiger zu sehen ist.
Diese Uhr ist ein frühes Beispiel einer öffentlichen, elektrischen Uhr. Es handelt sich bei der Uhr um eine sogenannte Nebenuhr, die von einer Hauptuhr gesteuert wird. Nebenuhren dienen nur der reinen Zeitanzeige und haben selbst keine zeitbestimmenden Bauelemente wie Pendel oder eine Unruh.
Die Shepherd Gate Clock mit der dazugehörigen elektrischen Uhrenanlage wurde 1852 von Charles Shepherd jun., einem englischen Chronometermacher, konstruiert und installiert. Die Uhrenanlage bestand aus einer Hauptuhr (master clock), drei Nebenuhren (slave clock) im Innern der Gebäude und der sogenannten Gate Clock am Portal. Die Gate Clock war die erste Uhr, die Greenwich Mean Time auch für die Öffentlichkeit zugänglich machte. Ungewöhnlich für eine öffentliche Uhr ist das 24-Stunden-Ziffernblatt, welches aber bei Präzisionspendeluhren in Observatorien üblich war.

## Geschichte der Uhr
Die Initiative zum Bau der elektrischen Uhrenanlage in Greenwich ging vom Royal Astronomer Sir George Biddell Airy (* 27. Juli 1801; † 2. Januar 1892) aus. Mit dem Aufkommen der Eisenbahnen entstand die Notwendigkeit, landesweit eine einheitliche Zeit zu haben. Viele Regionen in England hatten eine lokale Zeit (Ortszeit), die teilweise erheblich voneinander abwichen. Airy schlug vor, dass eine einheitliche Zeit vom Observatorium in Greenwich bereitgestellt und verbreitet werden sollte. Nach seiner Vorstellung könnten mit Hilfe der Elektrizität Zeitsignale an Uhren (Nebenuhren) im ganzen Land verschickt werden, ebenso nach Europa und den britischen Kolonien. Ein weiterer Effekt wäre die Möglichkeit genauer Messungen der geographischen Länge für bestimmte Orte.
1849 installierte Charles Shepherd jun. eine elektrische Uhrenanlage in Pawson’s Warehouse St. Paul’s Churchyard London und 1851 erhielt er den Auftrag für eine elektrische Uhrenanlage im Ausstellungsgebäude Crystal Palace der Great Exhibition im Londoner Hyde Park. Airy erkannte, dass die elektrischen Uhrenanlagen von Shepherd geeignet waren für die Realisierung seiner Idee einer einheitlichen Zeit. Am 7. Oktober 1851 schrieb er an Shepherd und bat um ein Angebot für eine elektrische Uhrenanlage:

One automatic clock. One clock with large dial to be seen by the Public, near the Observatory entrance, and three smaller clocks, all to be moved sympathetically with the automatic clock.

Weiterhin wünschte Airy, dass der in Greenwich schon existierende Zeitball ebenfalls von der Uhrenanlage gesteuert und dadurch genau um 13:00 herabgleiten sollte. Mit Hilfe des Zeitballs war es Schiffen auf der Themse möglich, ihre Schiffschronometer zu überprüfen.
Shepherd antwortet umgehend. Er schickte Zeichnungen und ein Angebot über die Lieferung einer Hauptuhr zu £40 und Nebenuhren zu je £8. Airy hatte zwischenzeitlich die Geldmittel von der Admiralität bewilligt bekommen und erteilte Shepherd am 19. Dezember 1851 den Auftrag zum Bau und der Installation der elektrischen Uhrenanlage. Im August 1852 hatte Shepherd die Uhrenanlage im Observatorium installiert und in Betrieb genommen. Am 5. August 1852 wurden erstmals auch Zeitsignale vom Observatorium Greenwich nach London versandt.
Die Kosten der Uhrenanlage fielen höher aus, als ursprünglich veranlagt und beliefen sich auf insgesamt £224 (£70 für die Hauptuhr).
Die Hauptuhr (Shepherd master clock) im Observatorium erhielt im Laufe der Zeit unterschiedliche Bezeichnungen, wie Normal Clock oder Master Clock. Später wurde die Bezeichnung Mean Solar Standard Clock üblich. Ihre Hauptaufgabe bestand darin, Sekundenimpulse zu erzeugen, die zur Steuerung der Nebenuhren benötigt wurden. Nebenuhren waren im Chronometer Room, Dwelling House (Flamsteed House) und am Tor installiert. Die von der Hauptuhr erzeugten Impulse wurden ebenfalls per Telegrafenkabel zur London Bridge Station in London übertragen. Von dort wurden dann unterschiedliche Zeitsignale in alle Regionen von England verschickt.
Airy beschreibt die Funktion der Shepherd master clock im Observatory’s Board of Visitors von 1853:

Great progress had been made with the distribution of time. The same Normal Clock maintains in sympathetic movement the large clock at the entrance gate, two other clocks in the Observatory,
and a clock at the London Bridge Terminus of the South-Eastern Railway. It sends galvanic signals every day along all the principal railways diverging from London. It drops the Greenwich Ball,
and the Ball on the Offices of the Electric Telegraph Company in the Strand. All these various effects are produced without sensible error of time; and I cannot but feel a satisfaction in thinking that the Royal Observatory is thus quietly contributing to the punctuality of business through a large portion of this busy country.

## Patentstreit mit Bain
Die Gate Clock trägt die Inschrift: Shepherd Patentee 53 Leadenhall STt London Galvano Magnetic Clock. 1852 erhob Alexander Bain wegen Patentverletzung Einspruch gegen den Schriftzug auf der Uhr. Nach einem umfänglichen Schriftverkehr mit dem Anwalt von Bain, erklärte sich Airy bereit, den Schriftzug bis zur rechtlichen Klärung zu entfernen. Da dies aber bis zum Jahre 1853 nicht erfolgt war, wurde der ursprüngliche Schriftzug wieder angebracht.

## Neuere Geschichte
Während des Zweiten Weltkrieges wurde das Ziffernblatt der Gate Clock so stark beschädigt, dass es ersetzt werden musste.
Die ursprüngliche Uhrenanlage von Shepherd ist nicht mehr in Funktion. Die Shepherd Gate Clock wird heute von einem neuzeitlichen Impulsgeber gesteuert. Die Hauptuhr (Shepherd master clock) sowie die anderen Nebenuhren sind in der Uhrenausstellung des Observatorium zu sehen.